# Microspathodon frontatus
Microspathodon frontatus es una especie de peces de la familia Pomacentridae en el orden de los Perciformes.

## Morfología
Los machos pueden llegar alcanzar los 17 cm de longitud total.

## Hábitat
Es un pez de mar.

## Distribución geográfica
Se encuentra desde las islas de Fernando Poo y Annobon en el Golfo de Guinea hasta Ghana.